# Monika Michaliszyn
Monika Iwona Michaliszyn (ur. 22 maja 1974) – polska językoznawczyni-lettonistka, wykładowczyni Uniwersytetu Warszawskiego. W latach 2018–2024 ambasador RP na Łotwie.

## Życiorys
Absolwentka polonistyki na Wydziale Filologii Polskiej i Klasycznej oraz językoznawstwa na Wydziale Neofilologii Uniwersytetu im. Adama Mickiewicza w Poznaniu. W 2003 obroniła na UAM doktorat w zakresie językoznawstwa na podstawie napisanej pod kierunkiem Tadeusza Zgółki pracy Nazwy barw w języku polskim i łotewskim: studium kontrastywne. W 2004 została tłumaczką przysięgłą języka łotewskiego.
W latach 1998–2003 kierowała specjalizacją Międzynarodowe Związki Kulturowe Łotwa–Polska w Łotewskiej Akademii Kultury w Rydze. Tam też założyła i kierowała, w latach 2002–2003, Centrum Informacji o Języku i Kulturze Polskiej. Od 2003 do 2006 była wykładowczynią w Studium Europy Wschodniej oraz Katedrze Językoznawstwa Ogólnego i Bałtystyki Uniwersytetu Warszawskiego. W latach 2004–2005 pracowała w Katedrze Bałtologii UAM, zaś od 2006 w Zakładzie Bałtystyki UW. W 2013 z jej inicjatywy powstała Pracownia Polsko-Bałtyckich Kontaktów Kulturowych UW, którą kierowała do 2018. W 2015 pełniła funkcję koordynatorki działań współpracy Uniwersytetu Warszawskiego z krajami Regionu Morza Bałtyckiego. W grudniu 2019 została członkinią Łotewskiej Akademii Nauk.
W latach 2006–2007 pełniła funkcję głównej doradczyni ds. międzynarodowych przewodniczącego Komisji Spraw Zagranicznych Sejmu RP Pawła Zalewskiego, w 2007 była doradczynią oraz pełnomocniczką premiera Jarosława Kaczyńskiego ds. współpracy z państwami bałtyckimi oraz połączeń energetycznych pomiędzy Polską a Litwą. W 2010 brała również udział, jako ekspert, w debacie na kongresie Prawa i Sprawiedliwości w Poznaniu.
2 września 2018 objęła stanowisko ambasadora RP na Łotwie, dwa dni później składając listy uwierzytelniające. Zakończyła kierowanie placówką dyplomatyczną w Rydze 31 maja 2024.
Jej zainteresowania badawcze skupiają się na historii oraz kulturze Łotwy, historii mnijeszości polskiej na Łotwie, relacjach Polski i Łotwy oraz pozostałych krajów bałtyckich, współczesnych problemach krajów bałtyckich, współpracy w obszarze Morza Bałtyckiego. Jest także autorką publikacji prasowych dotyczących aktualnych wydarzeń w krajach bałtyckich. Występuje w roli komentatorki do wydarzeń na Łotwie, Litwie i w Estonii w środkach masowego przekazu. Na bałtystyce prowadzi zajęcia z literatury i kultury oraz współczesnych problemów Łotwy (konwersatoria i seminaria), a także lektoraty języka łotewskiego.
Zna angielski, łotewski, niemiecki i rosyjski. 
Prezeska nieistniejącego już Towarzystwa Polsko-Bałtyckiego. Inicjatorka akcji antyparytetowej. Była wtedy ekspertką Prawa i Sprawiedliwości ds. parytetów. 

## Odznaczenia
- Krzyż Uznania IV klasy, Łotwa (2012)[14]
- Krzyż Uznania III klasy, Łotwa (2023)[15][16]
- Medal Błogosławionego ks. Jerzego Popiełuszki (2023)[potrzebny przypis]
- Medal Komisji Edukacji Narodowej (2023)[17]